# Ale
Ale je pivo, varjeno po tehnologiji, značilni za pivovarne iz Združenega kraljestva.

## Izvor in tehnologija varjenja
Beseda ale prihaja iz staroangleške besede ealu, ta pa iz indoevropske osnove alut, ki pomeni čarobno in zasvojujoče. Ale je pivo zgornjega vrenja, ki je fermentirano pri višji temperaturi kot ležak (običajno med 15 in 24 °C). Pri teh temperaturah se razvijejo močni sekundarni okusi, kar doda pivu sadne priokuse. T. i. pravi ale vsebuje žive kvasovke, ki v steklenici proizvajajo naravni CO2 in tako podaljšujejo rok trajanja piva. Zato so piva ale običajno bolj sladkega in polnega telesa kot ležaki. Odlikuje jih manjša vsebnost CO2. Pivo ale je zato bolj pitno, primerno tudi za bolj občutljive pivce, prav tako pa se manj peni. Na videz ga od svetlega ležaka loči tudi jantarno rdeča barva. Posebnost je tudi v njihovem točenju – ale se namreč toči podobno kot vino. Točaj natoči pivo s pomočjo ročne črpalke in z 2-3 potegi napolni pint kozarec.

## Podvrste piva ale
Obstaja več podvrst piva ale. Tako poznamo grenko (bitter), lahko (mild), rjavo (brown) pivo ale, IPA (India Pale Ale) ter stout in porter. Zanimiv je nastanek porterja. V zgornjem 19. stoletju so imeli navado v istem vrču piti mešanico dveh ali celo treh vrst piva. Točenje iz treh sodov je bilo točaju zelo zamudno, zato so pivovarji izumili novo vrsto piva, ki je imelo enak okus kot prejšnje mešano pivo. Takoj so ga vzljubili delavci in postreščki (porters) na londonskih tržnicah, od slednjih pa je hitro dobil tudi ime. Porter je temno rjavo, skoraj črno pivo z belim in penastim vrhom. Praženi slad omogoča močne okuse kave z malo praženega kostanja in čokolade. Drugo ime za porter je tudi angleški stout, ki ga od irskega (Guinness) loči slajši in polnejši okus.

## Ale v Veliki Britaniji
Pivo ale je zelo značilno za Veliko Britanijo. V 70-ih letih 20. stoletja je prišlo do naglega upadanja potrošnje piva ale kot rezultat industrializiranja in homogeniziranja piva. Zato so 4 pivci ustanovili društvo za zaščito angleškega piva ale , ki je hitro prerasla v organizacijo CAMRA. Njen namen je promocija angleškega ale, danes pa šteje že preko 90.000 članov. Vsako leto organizira Great British Beer Festival, najbolj priznano tekmovanje na Otoku.

## Najbolj znane znamke piva ale
Angleži so pri poimenovanju znamk lahko zelo tradicionalni ali hudomušni. Tako se npr. ena od precej razširjenih znamk imenuje Old Speckled Hen, spet druge so poimenovane po samostanih itd. Med najbolj znane znamke sodijo London Pride, ESB, Chiswick Bitter, John Smith, London Porter, Wells Bombardier, Double Choc Stout itd.